# Makunduchi
Makunduchi è una cittadina della Tanzania, situata a Unguja, la principale isola di Zanzibar, all'estremità sudorientale dell'isola, a sud della più nota località di Jambiani.

## Geografia umana
È suddivisa in due parti, a circa 2 km di distanza l'una dall'altra: la "vecchia Makunduchi", sulla costa, è un piccolo villaggio di pescatori; la "nuova Makunduchi", nell'entroterra, è una cittadina con alcuni edifici pubblici, alcuni esercizi commerciali, e palazzine di appartamenti edificate negli anni settanta nel contesto di un piano di aiuti a Zanzibar da parte della Germania dell'Est.

## Celebrazioni
La cittadina è nota soprattutto per la festa di "Mwaka Kogwa" (detta anche "Mwaka Nairuz") di tradizione persiana, che si tiene il 23 luglio per celebrare la fine dell'anno nel calendario shirazi. Durante la cerimonia, la popolazione finge un combattimento, al termine del quale viene bruciata una capanna. La direzione presa dal fumo del rogo viene interpretata per fare previsioni sull'anno a venire.